# Iván Azón
Iván Azón Monzón (Saragozza, 24 dicembre 2002) è un calciatore spagnolo, attaccante del Como.

## Carriera

### Club
Cresciuto nel settore giovanile del Real Saragozza, ha esordito in prima squadra il 9 dicembre 2020 disputando l'incontro di Segunda División perso 1-0 contro l'Almería.
Il 3 febbraio 2025 passa a titolo definitivo al Como.

### Nazionale
Nel 2021 ha esordito con la nazionale spagnola Under-21.

## Statistiche

### Presenze e reti nei club
Statistiche aggiornate al 3 febbraio 2025.
| Stagione              | Squadra               | Campionato            | Campionato | Campionato | Coppe nazionali | Coppe nazionali | Coppe nazionali | Coppe continentali | Coppe continentali | Coppe continentali | Altre coppe | Altre coppe | Altre coppe | Totale | Totale |
| Stagione              | Squadra               | Comp                  | Pres       | Reti       | Comp            | Pres            | Reti            | Comp               | Pres               | Reti               | Comp        | Pres        | Reti        | Pres   | Reti   |
| --------------------- | --------------------- | --------------------- | ---------- | ---------- | --------------- | --------------- | --------------- | ------------------ | ------------------ | ------------------ | ----------- | ----------- | ----------- | ------ | ------ |
| ott.-nov. 2020        | Real Saragozza B      | TD                    | 2          | 0          |                 | -               | -               |                    | -                  | -                  |             | -           | -           | 2      | 0      |
| 2020-2021             | Real Saragozza        | SD                    | 30         | 3          | CR              | 2               | 1               |                    | -                  | -                  |             | -           | -           | 32     | 4      |
| 2021-2022             | Real Saragozza        | SD                    | 35         | 7          | CR              | 2               | 0               |                    | -                  | -                  |             | -           | -           | 37     | 7      |
| 2022-2023             | Real Saragozza        | SD                    | 19         | 3          | CR              | 0               | 0               |                    | -                  | -                  |             | -           | -           | 19     | 3      |
| 2023-2024             | Real Saragozza        | SD                    | 36         | 5          | CR              | 1               | 0               |                    | -                  | -                  |             | -           | -           | 37     | 5      |
| 2024-feb. 2025        | Real Saragozza        | SD                    | 24         | 7          | CR              | 1               | 1               |                    | -                  | -                  |             | -           | -           | 25     | 8      |
| Totale Real Saragozza | Totale Real Saragozza | Totale Real Saragozza | 144        | 25         |                 | 6               | 2               |                    | -                  | -                  |             | -           | -           | 150    | 27     |
| feb.-giu. 2025        | Como                  | A                     | 0          | 0          | CI              | -               | -               | -                  | -                  | -                  | -           | -           | -           | 0      | 0      |
| Totale carriera       | Totale carriera       | Totale carriera       | 146        | 25         |                 | 6               | 2               |                    | -                  | -                  |             | -           | -           | 152    | 27     |

### Cronologia presenze e reti in nazionale
| Cronologia completa delle presenze e delle reti in nazionale ― Spagna under 21 | Cronologia completa delle presenze e delle reti in nazionale ― Spagna under 21 | Cronologia completa delle presenze e delle reti in nazionale ― Spagna under 21 | Cronologia completa delle presenze e delle reti in nazionale ― Spagna under 21 | Cronologia completa delle presenze e delle reti in nazionale ― Spagna under 21 | Cronologia completa delle presenze e delle reti in nazionale ― Spagna under 21 | Cronologia completa delle presenze e delle reti in nazionale ― Spagna under 21 | Cronologia completa delle presenze e delle reti in nazionale ― Spagna under 21 |
| Data                                                                           | Città                                                                          | In casa                                                                        | Risultato                                                                      | Ospiti                                                                         | Competizione                                                                   | Reti                                                                           | Note                                                                           |
| ------------------------------------------------------------------------------ | ------------------------------------------------------------------------------ | ------------------------------------------------------------------------------ | ------------------------------------------------------------------------------ | ------------------------------------------------------------------------------ | ------------------------------------------------------------------------------ | ------------------------------------------------------------------------------ | ------------------------------------------------------------------------------ |
| 7-9-2021                                                                       | Vilnius                                                                        | Lituania under 21                                                              | 0 – 2                                                                          | Spagna under 21                                                                | Qual. Europeo Under-21 2023                                                    | -                                                                              | 57’                                                                            |
| 8-9-2023                                                                       | Paola                                                                          | Malta under 21                                                                 | 0 – 6                                                                          | Spagna under 21                                                                | Qual. Europeo Under-21 2025                                                    | -                                                                              |                                                                                |
| 11-9-2023                                                                      | Jaén                                                                           | Spagna under 21                                                                | 1 – 0                                                                          | Scozia under 21                                                                | Qual. Europeo Under-21 2025                                                    | -                                                                              | 82’                                                                            |
| Totale                                                                         |                                                                                | Presenze                                                                       | 3                                                                              |                                                                                | Reti                                                                           | 0                                                                              |                                                                                |